# Bachén, Larráinzar
Bachén är en ort i Mexiko.   Den ligger i kommunen Larráinzar och delstaten Chiapas, i den sydöstra delen av landet, 700 km öster om huvudstaden Mexico City. Bachén ligger 1 905 meter över havet och antalet invånare är 224.
Terrängen runt Bachén är kuperad söderut, men norrut är den bergig. Runt Bachén är det ganska tätbefolkat, med 166 invånare per kvadratkilometer. Närmaste större samhälle är Bochil, 13,7 km väster om Bachén. I omgivningarna runt Bachén växer i huvudsak städsegrön lövskog.